# كيري مايو
كيري مايو (بالإنجليزية: Kerry Mayo)‏ (21 سبتمبر 1977 في المملكة المتحدة - ) هو لاعب كرة قدم بريطاني في مركز الدفاع. لعب مع برايتون أند هوف ألبيون ونادي ليويس وNewhaven F.C. ‏.

## وصلات خارجية
- كيري مايو على موقع قاعدة بيانات كرة القدم.إي يو (الإنجليزية)
- كيري مايو على موقع Soccerbase.com (لاعب) (الإنجليزية)